# 5588 Jennabelle
5588 Jennabelle è un asteroide della fascia principale. Scoperto nel 1990, presenta un'orbita caratterizzata da un semiasse maggiore pari a 2,7853412 UA e da un'eccentricità di 0,1402361, inclinata di 12,37445° rispetto all'eclittica.